# Gastrodia madagascariensis
Gastrodia madagascariensis Schltr. ex H.Perrier, 1924 è una pianta della famiglia delle Orchidacee, endemica del Madagascar.